# Gimme Shelter
Gimme Shelter är en av Rolling Stones mest kända låtar samt en dokumentärfilm om gruppens USA-turné 1969. Låten handlar om att söka skydd från en kommande storm,och en social Apokalyps. Men också om kärlekens kraft. 

## Om filmen
Filmen är inspelad i Altamont Raceway Park, San Francisco och Madison Square Garden. Den hade världspremiär i USA den 6 december 1970 och svensk premiär den 13 september 1971, filmen är tillåten från 15 år.

## Medverkande
Samtliga som sig själva.

### Rolling Stones
- Mick Jagger
- Keith Richards
- Mick Taylor
- Charlie Watts
- Bill Wyman

### Ike & Tina Turner
- Ike Turner
- Tina Turner

### Jefferson Airplane
- Paul Kantner
- Jack Casady
- Jorma Kaukonen
- Spencer Dryden
- Marty Balin
- Grace Slick
- Melvin Belli

### The Flying Burrito Brothers
- Mike Clarke
- Chris Hillman
- Pete Kleinow
- Bernie Leadon
- Gram Parsons

### The Grateful Dead
- Jerry Garcia
- Phil Lesh

### Santana
- Michael Shrieve

### Övriga medverkande
- Sonny Barger
- Melvin Belli
- Dick Carter
- Sam Cutler
- Meredith Hunter - svart yngling som blir knivhuggen av Hell's Angels-medlem
- Michael Lang - konsertorganisatör
- Alan Passaro - Hell's Angels-medlem som knivhugger Meredith Hunter
- Ronald Schneider
- Rock Scully
- Frank Terry
- Albert Maysles (ej krediterad)
- David Maysles (ej krediterad)
- Ian Stewart (ej krediterad)

## Musik i filmen
- Jumpin' Jack Flash, skriven av Mick Jagger och Keith Richards, framförd av The Rolling Stones
- (I Can't Get No) Satisfaction, skriven av Mick Jagger och Keith Richards, framförd av The Rolling Stones
- You Gotta Move, skriven av Fred McDowell och Gary Davis, framförd av The Rolling Stones
- Wild Horses, skriven av Mick Jagger och Keith Richards, framförd av The Rolling Stones
- Brown Sugar, skriven av Mick Jagger och Keith Richards, framförd av The Rolling Stones
- Love in Vain, skriven av Robert Johnson, framförd av The Rolling Stones
- I've Been Loving You Too Long (To Stop Now), skriven av Otis Redding och Jerry Butler, framförd av Ike & Tina Turner
- The Other Side of This Life, skriven av Fred Neil, framförd av Jefferson Airplane
- Six Days on the Road, skriven av Earl Green och Carl Montgomery, framförd av The Flying Burrito Brothers
- Honky Tonk Women, skriven av Mick Jagger och Keith Richards, framförd av The Rolling Stones
- Street Fighting Man, skriven av Mick Jagger och Keith Richards, framförd av The Rolling Stones
- Sympathy for the Devil, skriven av Mick Jagger och Keith Richards, framförd av The Rolling Stones
- Under My Thumb, skriven av Mick Jagger och Keith Richards, framförd av The Rolling Stones
- Gimme Shelter, skriven av Mick Jagger och Keith Richards, framförd av The Rolling Stones